# Paracalynda obtusecornuta
Paracalynda obtusecornuta är en insektsart som först beskrevs av Ludwig Redtenbacher 1908.  Paracalynda obtusecornuta ingår i släktet Paracalynda och familjen Diapheromeridae. Inga underarter finns listade i Catalogue of Life.